# Bogo Čerin
Bogomir »Bogo« Čerin, slovenski fotograf, * 5. avgust 1947, Maribor, † 19. julij 2017, Maribor. 
Objavljal je v revijah Kaj, Teleks, Start, Jana in časopisih Katedra, Večer in Delo. Leta 1997 je prejel Glazerjevo listino.